# 國家皇宮 (大使路)
国家皇宫 是马来西亚最高元首的宫邸，它坐落于吉隆坡西北部的武吉白沙罗（Bukit Damansara），端姑阿都哈林穆阿占沙路（Jalan Tuanku Abdul Halim（前称 Jalan Duta））沿线。
佔地面积96.52公頃，建築面積28公頃，餘為綠化區。建築揉合了馬來文化和伊斯蘭建築特色，功能方面分為禮儀區、生活區和行政區三部份。
耗資8億令吉興建。宫殿建筑群占地 97.65 公顷，拥有 22 个圆顶，分为三个主要部分：正式部分、皇家部分和行政部分。 
整个宫殿建筑群有 3 个主要入口点，分别是Jalan Tuanku Abdul Halim的Pintu 1 Istana Negara（国家皇宫1号门）、Changkat Semantan的Pintu 2 Istana Negara（国家皇宫2号门）和 Jalan Sri Hartamas 1的Pintu 3 Istana Negara（国家皇宫3号门）。
大使路国家皇宫建筑被划分为三个主要的区域:礼仪区、王室区和行政区。 
• 礼仪区～包含了 Balairong Seri，觐见典礼室，觐见前准备的等待室，宴会厅，小休室，会议室(所有苏丹和元首会议的地方)，等待室(让给为苏丹，部长，州首长会 见元首前等待的地方)。在这区域里的 BalairongSeri 和宴会厅之间也备有休闲区域，另外还有皇宫保卫部门的办公室。 
• 王室区～当然是为元首和元首后以及其家人所设，其中包括了寝室、浴室、元首办公室、餐厅、 休息室和会客室。 
• 行政区～包含了 Datuk Pengelola Bijaya Diraja 的办公室，Datuk Paduka MaharajaLela 的办 公室， 王室业务部门，王室习俗部门，行政部门，回教部门，随从部门(Bahagian Juruiring)等有关王室运 作的主要行政事务。 
宫殿于2005年籌建，于2007年11月底开工建设，2011年9月底全面竣工，2011 年 10 月 18 日移交给国家皇宫政府，并于 2011 年 11 月 11 日全面投入使用。2011年11月15日正式用于取代坐落在赛布特拉路与皇宫路交汇的八打灵山上的舊國家皇宮，成为马来西亚最高元首的官邸，並由第十三任最高元首端姑米占再纳阿比丁主持啟用式。成为了第一位入住这座宫殿的国家元首。舊國家皇宮改為皇家博物館。而第十四任最高元首苏丹端姑阿都哈林的加冕典礼则是 2012 年 4 月 11 日在这座宫殿举行的首次加冕典礼。
除了国家王宫外，最高元首在布城也有一座美拉华蒂王宫官邸。